# Futog
Futog (serbisk: Футог; ungarsk: Futak) er en by i det nordlige Serbien med et indbyggertal på cirka 18.011 (2022) indbyggere. Byen ligger i distriktet Syd-Bačka i den autonome provins Vojvodina.